# Trabenče, Vernberk
Trabenče (nemško Trabenig) je naselje v Občini Vernberk v Okraju Beljak-dežela na Koroškem v Avstriji.